# Vetkőzős póker
A vetkőzős póker a hagyományos póker vetkőzős változata, amely során minden körben a vesztes félnek el kell távolítania egy ruhadarabját. Bármelyik pókerfajta játszható vetkőzős változatban, de általában az egyszerű és kevés fogadást tartalmazó játékokat részesítik előnyben, mint az ötlapos cserélgetős póker. A vetkőzős póker egynemű és koedukált környezetben is játszható.
A vetkőzős póker szabályai általában rugalmasak, elsődleges céljuk a könnyed társasági hangulat megteremtése a ruhák eltávolításával valódi tétek helyett, vagy azok kiegészítésével. Sokszor a játék nem titkolt célja a szexuális gátlások feloldása, és így – mint általában a felnőtt játékoknál – gyakran a vetkőzésen kívül egyéb cselekvések is szerepet kapnak (például "felelsz vagy mersz" típusú feladványok).
Általában a játék kezdetekor a játékosokon azonos számú ruha van, habár ez nem feltétel. A pénz vagy egyéb tétek helyett a vesztes félnek meg kell szabadulnia egy ruhadarabjától. Különböző szabályok léphetnek érvénybe, ha az egyik félnek elfogynak a ruhái. Egyes csoportok megengedik, hogy a már meztelen játékosok visszavegyék ruháikat és folytassák a játékot, míg máshol a játékos meztelenül játszik tovább, amíg mindenkiről lekerülnek a ruhák. Szintén változó, hogy a játék után a felek visszaveszik-e a ruháikat, vagy az éjszaka hátralévő részét megmaradt ruháikban kell tölteniük.
A vetkőzős pókert játszhatják egyedül is, például videójátékok segítségével vagy online, webkamerás közvetítéssel. Világszerte több tévéműsor is készült a témában.